# Lijst van voetbalinterlands Costa Rica - Tsjecho-Slowakije
Deze lijst van voetbalinterlands is een overzicht van alle officiële voetbalwedstrijden tussen de nationale teams van Costa Rica en Tsjecho-Slowakije. De landen speelden een keer tegen elkaar: een wedstrijd (achtste finale) tijdens het Wereldkampioenschap voetbal 1990, die werd gespeeld op 23 juni 1990 in Bari (Italië)

## Wedstrijden
| № | Plaats | Datum        | Competitie | Wedstrijd                      | Uitslag |
| - | ------ | ------------ | ---------- | ------------------------------ | ------- |
| 1 | Bari   | 23 juni 1990 | WK 1990    | Tsjecho-Slowakije – Costa Rica | 4 – 1   |

## Samenvatting
| Competitie   | Totaal gespeeld | Winst Costa Rica | Gelijk | Winst Tsjecho-Slowakije | Doelsaldo Costa Rica – Tsjecho-Slowakije |
| ------------ | --------------- | ---------------- | ------ | ----------------------- | ---------------------------------------- |
| WK-eindronde | 1               | 0                | 0      | 1                       | 1 − 4                                    |
| Totaal       | 1               | 0                | 0      | 1                       | 1 − 4                                    |

Wedstrijden bepaald door strafschoppen worden, in lijn met de FIFA, als een gelijkspel gerekend.

## Details

### Eerste ontmoeting
| Achtste finale WK 1990 (Bari, Italië, 23 juni 1990): |              | |
| Tsjecho-Slowakije | 4 – 1        | Costa Rica |
| Tomáš Skuhravý 12' Tomáš Skuhravý 63' Luboš Kubík 77' (pen.) Tomáš Skuhravý 82'                                                                           | goals        | 54' Rónald González |
| Jozef Vengloš | bondscoach   | Bora Milutinović |
| Jan Stejskal František Straka Miroslav Kadlec Ján Kocian Ivan Hašek Ľubomír Moravčík Michal Bílek Jozef Chovanec Luboš Kubík Tomáš Skuhravý Ivo Knoflíček | opstellingen | Hermidio Barrantes Róger Flores Mauricio Montero 46' Marvin Obando José Chaves Rónald González 65' Germán Chavarria Héctor Marchena Juan Cayasso Óscar Ramírez Claudio Jara |
| | wissels      | 46' Hernán Medford 65' Alexandre Guimarães |
| Ivan Hašek 53' Ján Kocian 56' František Straka 68' | gele kaarten | 5' Rónald González 75' Héctor Marchena |